# Litauische Aktivistenfront

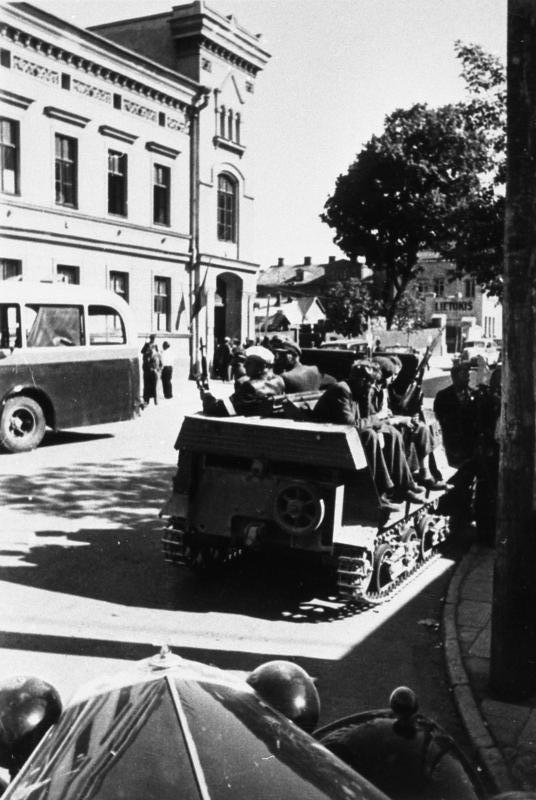
Litauische Aktivisten in Kaunas, Aufnahme der Heeresfilmstelle Heeresgruppe Nord vom 25. Juni 1941 im Bundesarchiv

Die Litauische Aktivistenfront (lit.: Lietuvos Aktyvistų Frontas, LAF) war eine kurzlebige Organisation, die am 17. November 1940 von litauischen Emigranten als Reaktion auf die sowjetische Besetzung Litauens in Berlin gegründet wurde. Ziele der Organisation waren die Befreiung Litauens und die Wiederherstellung der Unabhängigkeit.

## Gründung
Gegründet wurde die Organisation am 17. November 1940 als parteiübergreifende antisowjetische und antideutsche Freiheitsbewegung auf Betreiben des ehemaligen litauischen Militärattachés in Berlin Kazys Škirpa. Schon bald bildeten sich in mehreren litauischen Städten lokale LAF-Gruppen.
Die Berliner Gruppe um Škirpa bestand hauptsächlich aus Emigranten und ehemaligen Diplomaten in Deutschland, deren vormals politisch linke Gesinnung sich im Laufe der Zeit immer weiter in Richtung Nationalsozialismus und einer gesellschaftlichen Umwälzung Litauens im Stile der Machtergreifung Hitlers verschob, während die LAF in den litauischen Städten ihre demokratischeren Ansichten beibehielt. Aufgrund mangelnder Kommunikation zwischen der Auslandsgruppe und den Gruppen in Litauen fand keine ideologische Meinungsfindung statt.
In Kaunas stellten am 22. April 1941 LAF-Delegierte aus Vilnius und Kaunas die Kabinettsliste einer „Provisorischen Regierung Litauens“ (Laikinoji Vyriausybė) zusammen. Diese sollte zum Zuge kommen, sobald die deutsche Wehrmacht die Rote Armee aus Litauen vertrieben hätte. Viele Mitglieder dieser provisorischen Regierung wie auch andere LAF-Funktionäre wurden von den Sowjets verhaftet, hingerichtet oder deportiert.
Die Untergrundzellen der LAF in Litauen dienten der deutschen Abwehr und anderen NS-Geheimdiensten als Basis für nachrichtendienstliche Operationen und Sabotageaktionen.

## Juni-Aufstand
Die LAF-Führung hielt einen Angriff Deutschlands auf die Sowjetunion für den geeigneten Zeitpunkt, die Unabhängigkeit Litauens auszurufen, in der Hoffnung, dass beide Mächte in ihrer gegenseitigen Bekämpfung das kleine Litauen aus den Augen verlieren würden. Am 22. Juni 1941, dem ersten Tag des deutschen Überfalls auf die Sowjetunion, begann die LAF ihren Aufstand, verkündete am 23. Juni die Unabhängigkeit Litauens und übernahm tags darauf die Regierungsmacht. Allerdings konnte ein Minister nicht kommen, vier weitere Regierungsmitglieder waren bereits am 21. Juni von den sowjetischen Behörden festgenommen worden, und der designierte Premierminister Kazys Škirpa stand in Berlin unter Hausarrest. So wurde Juozas Ambrazevičius (1903–1974) zum Premierminister ernannt.
Im Juni 1941 hatte die LAF fast 36.000 Mitglieder.
Im Zuge des Aufstandes begingen LAF-Mitglieder und Sympathisanten landesweit brutale Überfälle auf Juden, mit Tausenden von Opfern.

## Während der deutschen Besatzungszeit
Litauen war bis Juli 1944 (Operation Bagration) von der Wehrmacht besetzt.
Die antinazistische Opposition wandte überwiegend passive Widerstandsformen an. Ihre Aktivitäten richteten sich dabei vor allem auf Sabotageakte gegen die Besatzer. Es gab Untergrundzeitungen und ein Kontaktnetzwerk zu den Westalliierten. Mehrere politisch motivierte Organisationen wie die Litauische Front, die Nachfolgevereinigung der LAF, und das Oberste Komitee zur Befreiung Litauens (ein Zusammenschluss der von den Nationalsozialisten verbotenen Parteien) waren im Untergrund aktiv.

## Besatzung
Die Verhandlungen mit den Deutschen über die Anerkennung Litauens scheiterten aber, weil das NS-Regime kein Interesse an einem unabhängigen Litauen hatte. Angesichts des starken Rückhaltes der LAF-Regierung in der litauischen Bevölkerung verzichteten die deutschen Besatzer auf ein brutales Vorgehen. Stattdessen bauten sie parallel ihre eigenen Machtstrukturen auf und bewirkten so die sukzessive Schwächung der LAF. Nachdem die Deutschen die LAF-Regierung am 28. Juli 1941 abgesetzt hatten, verlor sie ihren gesamten politischen Einfluss. Da nun die Fortsetzung ihrer Arbeit zunehmend sinnlos erschien, löste sie sich am 22. September 1941 auf, bestand jedoch weiterhin als Organisation. Sie protestierte gegen die Besetzung Litauens und schickte im September ein entsprechendes Memorandum nach Berlin. In der deutschen Antwort vom 26. September wurde die Litauische Aktivistenfront verboten; ihre Führungsriege wurde verhaftet und in Konzentrationslager deportiert.
Viele LAF-Mitglieder erhielten aber auch Stellen in der Zivilverwaltung oder traten in die Einsatzkommandos 2, 3 und 9 ein. Aus LAF-Mitgliedern und Veteranen der litauischen Armee wurde eine Hilfspolizei gebildet.

## Massenmorde an litauischen Juden
Die LAF hat nach der Ausrufung eines unabhängigen Staates Litauen am 23. Juni 1941, parallel zum Einmarsch und der Besatzung durch die deutsche Wehrmacht eigenständig Juden verfolgt und ermordet. Nach dem deutschen Einmarsch ermordeten Gruppen der LAF unter Anleitung der SD-Einsatzgruppe 3 Zehntausende von Juden. Zwar befahl Hitler bereits am 29. Juni, Litauen unter deutsche Verwaltung zu stellen, jedoch übernahm der deutsche Generalkommissar erst am 28. Juli die Regierungsgeschäfte in Litauen und entmachtete die LAF. Aber schon in diesem Zeitraum wurden Tausende Juden von litauischen Freiwilligen mit Eisenstangen öffentlich erschlagen, weitere Tausende, vor allem Frauen und Kinder, in das Fort IX verschleppt und dort später von Erschiessungskommandos der SS umgebracht. Der Leiter der Einsatzgruppe 3 Karl Jäger schrieb hierzu im Jäger-Bericht: „Die Aktionen in Kauen selbst, wo genügend einigermaßen ausgebildete Partisanen zur Verfügung stehen, kann als Paradeschiessen betrachtet werden, gegenüber den oft ungeheuerlichen Schwierigkeiten die außerhalb zu bewältigen waren.“
Außerdem dienten verschiedene LAF-Regierungserlasse zur Diskriminierung der Juden, Žydų padėties nuostatus („Regelung des Status der Juden“) ist hierbei das wohl unrühmlichste Beispiel. Kritiker sehen in diesen Taten den alleinigen Zweck, die Sympathien Deutschlands zu gewinnen; andere erkennen in der LAF-Regierung nicht mehr als eine Marionettenregierung des NS-Staates.
Die antikommunistische Natur der LAF-Ideologie ist unbestritten.